# Nikolaj Ge
Nikolaj Nikolajevič Ge (ruski: Николай Николаевич Ге) (Voronjež, 27. veljače 1831. – farma Ivanovsky (u blizini Černigova, Ukrajina), 13. travnja 1894.) - ruski slikar francuskog podrijetla 
Rodio se u plemićkoj obitelji "de Gay" francuskog podrijetla. Njegov djed doselio se u Rusiju u 18, stoljeću. Rano su mu umrli roditelji.
Uglavnom je radio portrete i slike povijesne tematike. Bio je jedan od slikara koji su 1870., osnovali novi pokret nazvan Peredvižnjevci, (predstavnici ruskog kritičkog realizma u 19. stoljeću).
Ge je otišao na studij na Sveučilište u Kijevu 1847., a godinu dana kasnije na Sveučilište u Sankt-Peterburgu. Od 1850. do 1857. studirao je na Imperialnoj Akademiji likovnih umjetnosti u Sankt-Peterburgu. Potom je otišao u Italiju na studij antike i renesanse. Godine 1863., Ge je imenovan profesorom na Imperialnoj Akademiji umjetnosti, ponovno je odlazio u Italiju, a 1869. konačno se vratio u Rusiju. Njegov rani rad bio je pod utjecajem Karla Brjulova.
Ge je bio dobar prijatelj s piscem Lavom Nikolajevičem Tolstojem, i dijelio je mnoge Tolstojeve ideale. Ge je živio od 1873. na imanju u Ukrajini. U tom razdoblju, Ge uglavnom slika vjerske teme.

## Galerija
- Spomen ploča na rodnoj kući u Voronježu.
- Carrara
- Alexander Herzen, 1864.
- Petar Veliki i carević Aleksej Petrovič u Peterhofu, 1871.
- Glava raspetog Isusa
- Lav Tolstoj, 1882
- Sofija Tolstaja (žena Lava Tolstoja)
- Aleksej Potečin
- Golgota
- Isus i razbojnik na križu
- Isus na Maslinskoj gori